# Coiserette
Coiserette település Franciaországban, Jura megyében. Lakosainak száma 46 fő (2022. január 1.). Coiserette Coyrière, Les Bouchoux, Larrivoire, Les Moussières, La Pesse, Saint-Claude és Villard-Saint-Sauveur községekkel határos.

## Népesség
A település népességének változása:
| Lakosok száma | 40   | 54   | 50   | 44   | 52   | 53   | 52   | 53   | 54   | 46   |
|               | 1968 | 1982 | 1990 | 2006 | 2013 | 2015 | 2017 | 2019 | 2020 | 2022 |